# Hymenandra calycosa
Hymenandra calycosa (Hemsl.) Pipoly & Ricketson – gatunek roślin z rodziny pierwiosnkowatych (Primulaceae). Występuje naturalnie w Hondurasie, Nikaragui, Kostaryce oraz Panamie. 

## Morfologia
PokrójZimozielony krzew dorastający do 4 m wysokości.
LiścieBlaszka liściowa ma lancetowaty kształt. Mierzy 10,5–24 cm długości oraz 2,5–4,1 cm szerokości, jest karbowana na brzegu, ma nasadę zbiegającą po ogonku i spiczasty wierzchołek. Ogonek liściowy jest owłosiony i ma 3–6 mm długości.
KwiatyZebrane w wiechach wyrastających na szczytach pędów. Mają działki kielicha o owalnym kształcie i dorastające do 5–6 mm długości. Płatki są podługowate i mają białą barwę oraz 5–8 mm długości.
OwocPestkowce mierzące 6-12 mm średnicy, o kulistym kształcie.

## Biologia i ekologia
Rośnie w lasach. Występuje na wysokości do 800 m n.p.m.